# Женевив Кортес
 Женевив Никол Кортес  (на английски: Genevieve Nicole Cortese) е американска актриса, известна с ролите си в телевизионните сериали „Див огън“, „Свръхестествено“ и „Поглед в бъдещето“.

## Биография
Женевив е родена на 8 януари 1981 г. в Сан Франсиско, Калифорния, където живее до 13-годишна възраст. Тя е от смесен произход - италиански, френски и фламандски. Има три по-малки братя ѝ сестри - Бен, Сара и Джон. През 1994 г. родителите ѝ решават да се преместят в скиорския град Уайтфиш, Монтана. Само след година семейството ѝ отново тръгва на пътешествие в търсене на ново местообитание и се установяват в Сън Вали, Айдахо – града, който Женевив възприема като свой дом.
След гимназията в Сън Вали Женевив отива да следва в Ню Йорк, където завършва бакалавърска степен по актьорско майсторство и английска филология. Преди да се сблъска с киното и телевизията тя е добре позната на театралната сцена. Участва в регионални постановки на „Сън в лятна нощ“, „Полет над кукувиче гнездо“, „Престъпления на сърцето“ и „Йосиф и фантастичната пъстра дреха“.
Женевив вече има зад гърба си няколко второстепенни филмови роли, когато през 2005 г. получава главната роля в сериала „Див огън“. В продължение на три сезона се въплъщава в ролята Крис Фурило – проблемна тийнейджърка, която се озовава в затвора. Пуснато условно, младото момиче си намира работа в ранчото на семейство Ритър, с което проблемите и сякаш тепърва започват. Докато се опитва да се справи с миналото си и с нововъзникналите любовни трепети, Крис открива таланта си като жокей.
Следващата роля на Женевив отново е в телевизионен сериал – „Свръхестествено“, където заменя Кейти Касиди в ролята на мистериозния демон Руби. Промяната предизвиква бурна реакция от страна на феновете, въпреки това Женевив остава до края на сезона, след което се снима в новия сериал на АВС „Поглед в бъдещето“.
През 2010 г. Женевив се омъжва за колегата си от „Свръхестествено“ – Джаред Падалеки и на 19 март 2011 г. ражда първото им дете, Томас Колтън Падалеки.

## Филмография
- „Поглед в бъдещето“ (на английски: FlashForward) – Трейси Старк (2009-2010) /10 епизода
- „Свръхестествено“ (на английски: Supernatural) – Руби (2008-2009) /11 епизода
- „Див огън“ (на английски: Wildfire) – Крис Фурило (2005-2008) /51 епизода
- „Salted Nuts“ – Джен (2007)
- „Животът е кратък“ (на английски: Life is Short) – Ашли (2006)
- „Готините идеи на Бикфорд Шмеклер“ (на английски: Bickford Shmeckler's Cool Ideas) – Момичето в тога (2006)
- „Деца в Америка“ (на английски: Kids in America) – Ашли Харис (2005)
- „Мъртвата зона“ (на английски: The Dead Zone) – Кло Грийг (2005) /1 епизод
- „Mojave“ – Амбър (2004)

## Още
- Любимите ѝ книги са „Лолита“ на Владимир Набоков и „Шум и ярост“ на Уилям Фокнър.
- Любими музикални групи: The Kooks, The Kinks, Shiny Toy Guns и Interpol.
- Любими филми: „Клуб „Закуска““ (1985), „Наполеон Динамит“ (2004), „Да убиеш присмехулник“ (1962) и „Голямото бягство“ (1963).
- Любими телевизионни сериали: „Наричана още“ и „Reno 911!“
- Има две кучета, Лив и Инди, от породата Кавалер Кинг Чарлз шпаньол
- Има по една татуирана звезда на двете си китки.
- Интереси: сноуборд, сърф, футбол, бягане